# Ергалиев, Закария
Ергалиев, Закария (1889—1957) — Просветитель, народный учитель, публицист, а также автор одного из первых казахских букварей.

## Биография
Закария Ергалиев родился в 1889 году в селе Теренкудук Жанибекского района Западно-Казахстанской области. Получил начальное образование у сельского муллы. В 1909 году поступил в татарское медресе «Мухаммадия», расположенное в городе Казани (в то время центр просвещения и науки). Окончил учебное заведение в 1912 году. До установления Советской власти занимался преподавательской деятельностью в школах Жанибекского, Жалпакталского, Тайпакского районов Уральской области. Закария Ергалиев продолжил свою деятельность и после установления новой власти. В 1921 году он окончил учительский курс отдела образования Букеевской губернии. На протяжении двадцати восьми лет он неустанно занимался преподавательской и просветительской деятельностью.
В первые годы XX века в Российской империи, и в том числе в тесно связанных с казахской степью в культурно-просветительском отношении городах, таких как Казань, Оренбург, Уфа, начало бурно развиваться книгопечатное дело, выпускались периодические издания и учебные пособия. Значительное количество книг на казахском языке вышло в свет именно в те годы. Среди первых участников подготовки и выпуска книг на казахском
языке был и Закария Ергалиев. 21-летний Закария Ергалиев, обучаясь в медресе «Мухаммадия», написал учебное пособие для детей «Казахский букварь», который опубликовал в 1910 году в Казани. Учебное пособие написано арабской графикой. Первые 30 уроков учебника посвящены разъяснению правил написания арабских букв. Последующие уроки охватывают такие темы, как знания, искусство, быт, сферы науки, которые преподносятся ученикам в формате статьей и рассказов. Например, в поучительном рассказе «Назидание для детей» повествуется о пользе знаний, рассказ предостерегает ученика от лени и лодырничества. А другая статья посвящена толкованию роли и значения исторической науки. Ещё одна
статья разъясняет названия месяцев и годов, количество дней в месяце, порядок летоисчисления двенадцатилетнего цикла — мүшел. Учебное пособие направлено не только на овладение общей грамотностью, но и охватывает обширный материал по основам воспитания, трудолюбия, поучительные рассказы, основы культурного и исторического познания, различные отрасли науки и т. д. «Казахский букварь» Закарии Ергалиева стал источником знаний и проводником в мир просвещения для многих сельских ребят.
Наряду с учительской деятельностью, которой он занимался больше тридцати лет, Закария Ергалиев принимал активное участие в возрождении в регионе издательского дела, развитии периодических изданий. Он со своими соратниками по цеху принимает непосредственное участие в деле открытия периодического издания в Букеевской орде. Вместе с такими известными и влиятельными общественными деятелями Западного региона, как Гумар Караш, Габдол-Газиз Мусагалиев, Мустафа Кокебаев, Халел Есенбаев, он работал в изданиях газет «Дұрыстық жолы», «Хабар-Известия» и «Киргизская правда». Он принимал участие и в деятельности газеты «Дұрыстық жолы», вышедшей из первого советского издательства в казахской степи. Газета была очень популярной в западном крае, издание выпускалось в период с 20 февраля по 10 июля 1919 года, издавалось в центре Букеевской губернии в городе Орда. Газета выходила два раза в месяц, всего выпущенных номеров — 11. Подписчиками газеты являлись не только жители западной части Казахстана, но и жители Семиреченской и Жетысуской областей.